# Сејшели на Светском првенству у атлетици на отвореном 2015.
Сејшели су учествовали на Светском првенству у атлетици на отвореном 2013. одржаном у Пекингу од 22. до 30. августа петнаести пут, односно учествовали су на свим првенствима до данас. Репрезентацију Сејшела представљала једна атлетичарка која се такмичила у скоку увис,
На овом првенству Сејшели нису освојили ниједну медаљу, нити је оборен неки рекорд.

## Резултати

### Жене
| Атлетичар  | Дисциплина | Лични рекорд | Квалификације | Квалификације | Финале                | Финале       | Детаљи |
| Атлетичар  | Дисциплина | Лични рекорд | Резултат      | Место         | Резултат              | Место        | Детаљи |
| ---------- | ---------- | ------------ | ------------- | ------------- | --------------------- | ------------ | ------ |
| Лиса Лабиш | скок увис  | 1,92 НР      | 1,89          | 9. у гр. А    | Није се квалификовала | 21 / 28 (30) |        |